# Estnische Industrie- und Handelskammer

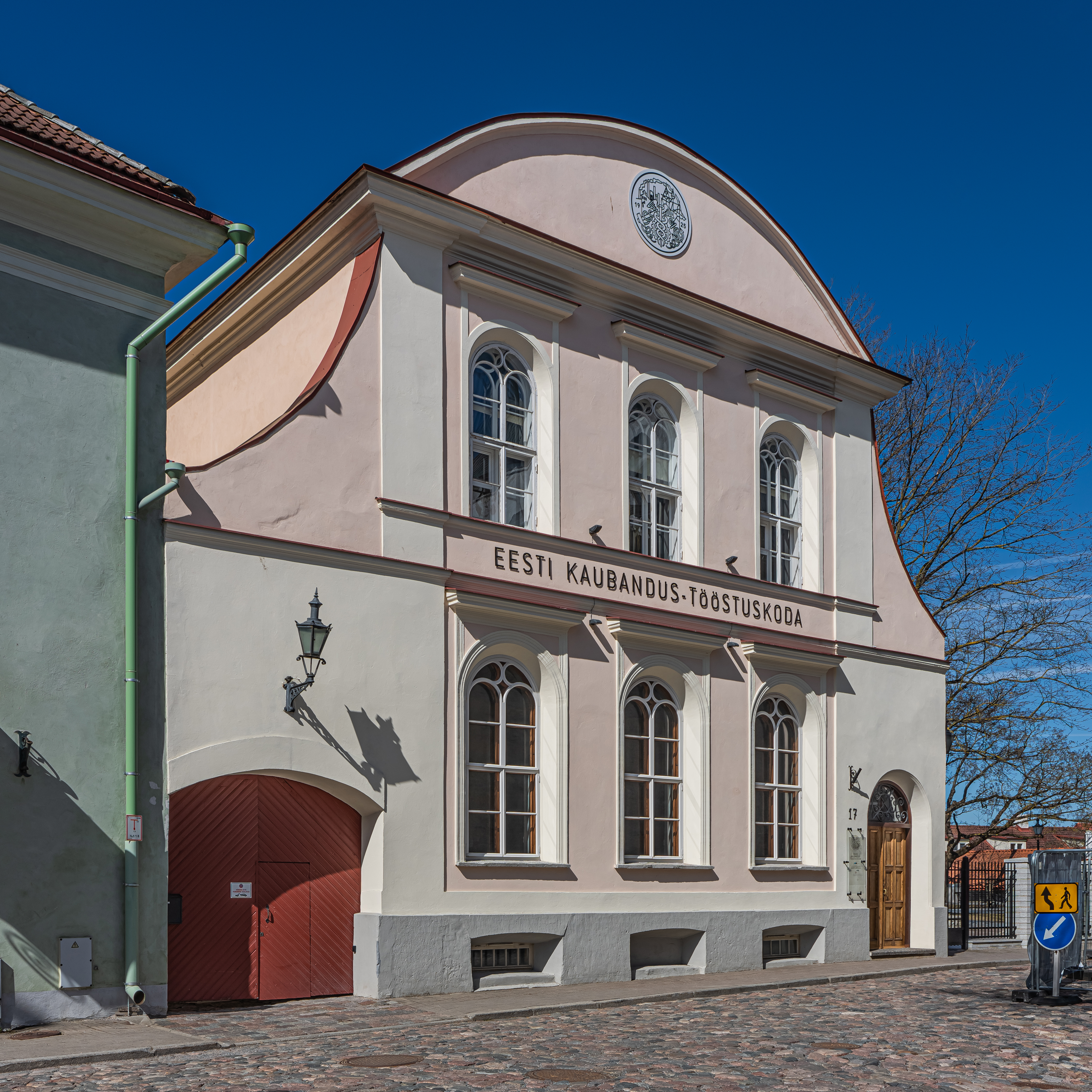
Sitz der Estnischen Industrie- und Handelskammer

Die Estnische Industrie- und Handelskammer (estnisch Eesti Kaubandus-Tööstuskoda) ist eine Industrie- und Handelskammer mit Sitz in der estnischen Hauptstadt Tallinn (deutsch Reval).
Der Sitz der Kammer befindet sich auf dem Revaler Domberg an der Adresse Dom-Schulstraße (estnisch Toom-Kooli) 17 gegenüber dem Revaler Dom.
Die Kammer wurde im Jahr 1925 von Händlern, Fabrikanten, Bankiers und Schiffseignern zur Durchsetzung ihrer Interessen gegründet und ist die älteste Unternehmerorganisation in Estland. Während der Zeit der sowjetischen Besatzung Estlands war die Kammer nicht tätig, wurde dann aber 1989 wieder errichtet. Mit über 3200 Mitgliedern (Stand 2018) ist die Kammer der größte Wirtschaftsverband des Landes. Die Mitgliedschaft ist freiwillig. Die Kammer unterhält neben ihrem Sitz in Tallinn auch Büros in Kuressaare, Dorpat, Jewe und Pärnu.
Der Vorstand der Kammer umfasst 14 Personen, Präsident ist Toomas Luman (Stand 2018).
Das Estnische Institut für Wirtschaftsforschung ist seit 2007 in vollständigem Besitz der Industrie- und Handelskammer, die seit der Privatisierung der vormaligen staatlichen Behörde 1997 bereits Mitbesitzerin war.

## Persönlichkeiten
Der spätere Wirtschafts- und Außenministers Estlands Mihkel Pung war ab 1926 als Rechtsberater für die Kammer tätig. Juhan Kukk, ehemaliger estnischer Staatspräsident war von 1937 bis 1940 Mitglied des Aufsichtsrates der Kammer. Von 1989 bis 1995 war Jürgen Ligi, später Außenminister Estlands, in verschiedenen Funktionen in der Kammer tätig. Die estnische Juristin Küllike Jürimäe war 1992/93 als Rechtsberaterin beschäftigt.